# Флаг Куйбышева
Флаг муниципального образования город Ку́йбышев Куйбышевского муниципального района Новосибирской области Российской Федерации.
Флаг утверждён 28 июня 2005 года и внесён в Государственный геральдический регистр Российской Федерации с присвоением регистрационного номера 1993.

## Описание
«Флаг города Куйбышева представляет собой прямоугольное красное полотнище с отношением ширины к длине 2:3, воспроизводящее в центре жёлтую фигуру идущего быка из герба города».

## Символика флага
Современный город Куйбышев основан в 1722 году как военное укрепление Каинский Посад. В 1782 году приобретает статус уездного города Тобольского наместничества, с 1804 года — окружной город Томской губернии на Сибирском тракте, оживлённый торговый пункт. В 1935 году Каинск переименован в честь революционного деятеля В. В. Куйбышева, который в 1907—1909 годах находился здесь в ссылке.
Флаг Куйбышева разработан на основе герба города, за основу которого взят исторический герб окружного города Каинск. Первоначально герб Каинска, утверждённый в 1785 году, имел в зелёном поле золотого быка. В 1804 году герб города претерпел незначительные изменения — теперь золотой бык оказался в красном поле. Бык в гербе Каинска, расположенного в центре степной Барабы, указывал на успехи местного населения в скотоводстве.
Бык — символ силы, могущества, плодородия, мирного труда, терпения.
Жёлтый цвет (золото) символизирует богатство, справедливость, уважение, великодушие.
Красный цвет — символ храбрости, мужества, красоты.